# Katharina Molitor
Katharina Molitor, född 8 november 1983, är en tysk friidrottare som tävlar i spjutkastning. Molitor tog VM-guld 2015 samt deltog vid olympiska sommarspelen 2008 och 2012.